# Zygmunt Jaruntowski
Zygmunt Jaruntowski z Jarunty herbu Prus III (zm. ok. 1734) – polityk, senator, poseł na sejm, kasztelan sanocki w 1734 roku, właściciel dóbr na podkarpaciu k. Brzozowa.
Matką jego była Krystyna Sabina Druszkiewicz, córka Stanisława, a ojcem jego Adam Władysław Jaruntowski (zm. 1712) - stolnik parnawski i kasztelan sanocki (1712). 
Poślubił Konstancję Stadnicką h. Szreniawa i miał córkę Annę oraz syna Jakuba Jaruntowskiego.